# Unbibiu
Unbibiu este numele temporar dat unui element cu numărul atomic 122, ce este necunoscut 
în prezent. Prescurtarea sa este Ubb.
În 2008, s-ar părea că a fost găsit în probe de thoriu natural, dar această cerere a fost respinsă prin repetarea experimentului, folosind tehnici mai precise. 
Cel mai probabil este ca acesta să formeze dioxid de unbibiu, UbbO2, și trihalide, cum ar fi UbbF2 sau UbbCl2.
Probabila stare de oxidare este II, III sau IV.

## Posibila reactivitate
Dacă se respectă reactivitatea grupului din care face parte, unbibiul ar trebui să fie mai reactiv decât ceriul și thoriul, situate mai sus în sistemul periodic.

## Istorie

### Evaporarea neutronilor
Prima încercare de a se sintetiza unbibiu a fost efectuată în anul 1972 de către G.N. Flerov, utilizând reacția de fuziune la căldură: 
{\displaystyle \,_{92}^{238}\mathrm {U} +\,_{30}^{66}\mathrm {Zn} \to \,_{122}^{304}\mathrm {Ubb} ^{*}\to \ {\mbox{niciun atom}}.}
Nu au fost detectați atomi.
În anul 2000, Gesellschaft für Schwerionenforschung a efectuat un experiment foarte asemănător, cu o sensibilitate mult mai mare:
{\displaystyle \,_{92}^{238}\mathrm {U} +\,_{30}^{70}\mathrm {Zn} \to \,_{122}^{308}\mathrm {Ubb} ^{*}\to \ {\mbox{niciun atom}}.}
Aceste rezultate indică faptul că sinteza acestor elemente mai grele rămâne o provocare importantă și imbunătățirea în continuare a intensității fasciculului și eficientă experimental este necesar. 
Sensibilitatea ar trebui să fie mărită la 1 FB.

### Compușii fisiunii nucleare
Au fost efectuate multe experimente între anii 2000 și 2004 la laboratorul Flerov a reacțiilor nucleare, studiinc caracteristicile fisiunii nucleare a nucleului compus 306 Ubb. Două reacții nucleare au fost folosite: 248Cm+58Fe și 242Pu+64Ni.

### Combinații țintă care pot duce la un nucleu compus de Z=122
Tabelul de mai jos conține diferite combinații de obiective și proiectile, care ar putea fi utilizate pentru a forma nuclee cu număr atomic 122;
| Target | Projectile | CN     | Rezultatul încercării            |
| ------ | ---------- | ------ | -------------------------------- |
| 208Pb  | 94Zr       | 302Ubb | Reacția nu a fost încă încercată |
| 232Th  | 74Ge       | 306Ubb | Reacția nu a fost încă încercată |
| 238U   | 70Zn       | 308Ubb | Eșuat până în prezent            |
| 238U   | 66Zn       | 304Ubb | Eșuat până în prezent            |
| 244Pu  | 64Ni       | 308Ubb | Reacția nu a fost încă încercată |
| 248Cm  | 58Fe       | 306Ubb | Reacția nu a fost încă încercată |
| 249Cf  | 54Cr       | 303Ubb | Reacția nu a fost încă încercată |